# Corb marí beccurt
El corb marí beccurt (Microcarbo melanoleucos) és una espècie d'ocell marí de la família dels falacrocoràcids (Phalacrocoracidae) que habita costes, illes, estuàris, llacs, aiguamolls, estanys i pantans de les illes de la Sonda (excepte Sumatra i Borneo). Illes Waigeo, Salawati i Misool, Nova Guinea, Numfor. Illes Palau, Salomó i Santa Cruz (Galápagos). Nova Caledònia. Austràlia, Tasmània. Nova Zelanda amb l'illa Stewart i Campbell.